# Шола, Томислав
Томислав Шола (хорв. Tomislav Sladojević Šola; род. 1948, Загреб) — хорватский учёный, всемирно признанный специалист в области музеологии; профессор кафедры музеологии и управления наследием Загребского университета, в прошлом — руководитель отделения информационных наук университета.
В 1982 году ввёл в употребление термин херитоло́гия (heritologia) (от англ. cultural heritage), что по мнению ряда специалистов, более концептуально отражает нацеленность дисциплины на изучение культурного наследия человечества.

## Биография
Обучался в Загребском и Парижском университетах, где изучал искусствоведение, журналистику и музеологию. Позднее защитил докторскую диссертацию по музеологии в Люблянском университете.
Работал в должности куратора и директора музея, был членом Исполнительного Совета ICOM и председателем национального комитета ICOM, играл ключевую роль в организации трех крупных международных конференций этой международной организации.
Является одним из учредителей НКО «Европейская ассоциация наследия» и движения «Best in Heritage» («Лучшие в наследии») — организации, которая проводит ежегодный международный фестиваль.